# Àliga de la Ciutat de Lleida
L'Àliga de la Ciutat de Lleida és un element cultural amb forma d'àliga, propietat del Grup Cultural Garrigues Lleida, entitat cultural fundada l'any 1986. L'Agrupació de Portadors de l'Àliga de la Ciutat de Lleida s'encarrega d'acompanyar la peça i vesteix la indumentària tradicional catalana (barretina i faixa). Aquesta peça, carregada des de l'interior per un membre de l'Agrupació, es va fer el 30 de setembre de 2001 per lluir-la en representació de Lleida (el Segrià). L'Àliga, de funcionalitat protocol·lària, disposa de dos "Balls de respecte" amb una tornada similar, però de duració de diferent (un de curt i un de llarg), que s'interpreten a tall de salutació o com a dansa de lluïment. La composició d'una de les peces va ser recuperada dels arxius del llibre d'orgue de la Catedral de Lleida i l'altre, va ser composta pel lleidatà Francesc Escartín.

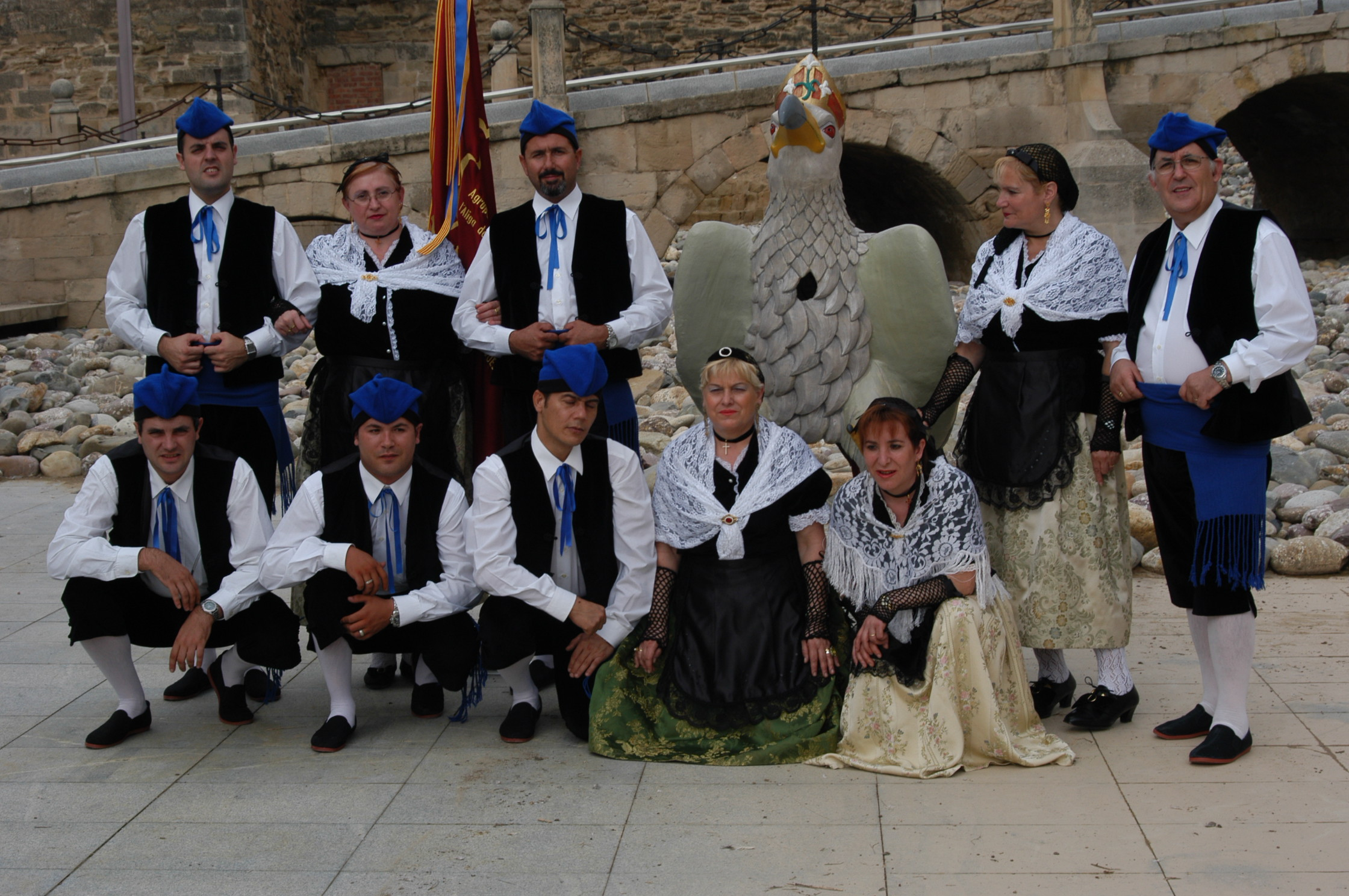
Imatge històrica de l'Àliga a la Seu Vella de Lleida

L'Àliga de Lleida, obra de Sergi Herrera i Agustí Ortega, va sortir per primer cop a la diada de Corpus del 2001, i va ser anomenat pel batlle d'aquell moment a la Ciutat de Lleida, Antoni Siurana i Zaragoza. L'element participa en el seguici tradicional de Corpus acompanyat dels seus portadors i acompanyants, i en els seguicis i cercaviles de la festa major de Sant Anastasi, l'11 de maig i la diada de Sant Miquel, el 29 de setembre. L'abril de 2011, el Grup Cultural Garrigues organitzà l'acte central amb motiu de la commemoració dels 10 anys de l'Àliga. La plaça de la Catedral, la Paeria i tot l'eix comercial de la ciutat comptaren amb la presència de prop de 15 grups de bestiari festiu i tradicional de les terres de Lleida, Tarragona i Barcelona.
El Grup Cultural Garrigues neix els anys 1980 a l'edifici Garrigues de Lleida realitzant activitats juvenils, i l'entitat ha recuperat, fomentat i creat elements tradicionals, com l'Àliga, conjunt geganter o elements del bestiari tradicional com les festes de Corpus a Lleida.